# Joseph V. Brennan

Wappen von Joseph Vincent Brennan als Bischof von Fresno

Wappen von Joseph Vincent Brennan als Weihbischof

Joseph Vincent Brennan (* 20. März 1954 in Van Nuys, Kalifornien, Vereinigte Staaten) ist ein US-amerikanischer Geistlicher und römisch-katholischer Bischof von Fresno.

## Leben
Joseph V. Brennan empfing nach seinem theologischen Studium am Saint John's Seminary in Camarillo am 21. Juni 1980 das Sakrament der Priesterweihe für das Erzbistum Los Angeles. Er war Kaplan der Pfarrei Immaculate Heart of Mary in Los Angeles (1980–1983), der Pfarrei Saint Linus in Norwalk (1983–1987) und an der alten Kathedrale Saint Vibiana in Los Angeles (1987–1991), Pfarrer von Saint Linus in Norwalk (1992–2004) und Holy Trinity in San Pedro (2004–2012). Von 2013 bis 2016 war er Generalvikar im Erzbistum Los Angeles.
Am 21. Juli 2015 ernannte ihn Papst Franziskus zum Titularbischof von Trofimiana und zum Weihbischof in Los Angeles. Der Erzbischof von Los Angeles, José Horacio Gómez spendete ihm und den gleichzeitig ernannten Weihbischöfen Robert Barron und David G. O’Connell am 8. September desselben Jahres die  Bischofsweihe. Mitkonsekratoren waren der Erzbischof von Chicago, Blase Joseph Cupich, und Joseph Martin Sartoris, emeritierter Weihbischof in Los Angeles.
Am 5. März 2019 ernannte ihn Papst Franziskus zum Bischof von Fresno. Die Amtseinführung erfolgte am 2. Mai desselben Jahres.